# Świętno (gromada)
Świętno – dawna gromada, czyli najmniejsza jednostka podziału terytorialnego Polskiej Rzeczypospolitej Ludowej w latach 1954–1972.
Gromady, z gromadzkimi radami narodowymi (GRN) jako organami władzy najniższego stopnia na wsi, funkcjonowały od reformy reorganizującej administrację wiejską przeprowadzonej jesienią 1954 do momentu ich zniesienia z dniem 1 stycznia 1973, tym samym wypierając organizację gminną w latach 1954–1972.
Gromadę Świętno z siedzibą GRN w Świętnie utworzono – jako jedną z 8759 gromad na obszarze Polski – w powiecie sulechowskim w woj. zielonogórskim na mocy uchwały nr V/23/54 WRN w Zielonej Górze z dnia 5 października 1954. W skład jednostki weszły obszary dotychczasowych gromad Świętno i Rudno ze zniesionej gminy Ciosaniec oraz obszar dotychczasowej gromady Wilcze ze zniesionej gminy Kargowa w tymże powiecie.
1 stycznia 1955 gromadę włączono do powiatu wolsztyńskiego w woj. poznańskim, gdzie ustalono dla niej 11 członków gromadzkiej rady narodowej.
31 grudnia 1971 gromadę zniesiono, a jej obszar włączono do gromady Kębłowo w tymże powiecie.